# Yamuna Nagar (stad)
Yamuna Nagar is een nagar panchayat (plaats) in het district Yamuna Nagar van de Indiase staat Haryana. 

## Demografie
Volgens de Indiase volkstelling van 2001 wonen er 189.587 mensen in Yamuna Nagar, waarvan 54% mannelijk en 46% vrouwelijk is. De plaats heeft een alfabetiseringsgraad van 74%. 